# Église Saint-Médard de Dammard
L'église Saint-Médard est une église située à Dammard, dans le département de l'Aisne, en France.

## Description
Après la Première Guerre mondiale, l'église Saint-Médard a vu son architecture profondément remaniée. Durant les combats de la bataille de la Marne, le monument a été presque totalement détruit. Celle-ci faisait 38,5 mètres de long alors qu'aujourd'hui elle n'en fait plus que 24,6 mètres. Les modifications liées aux dommages de guerre ne concernent pas uniquement les dimensions de l'église, voir photos actuelles de l’église et à la sortie de la grande guerre. La comparaison du plan de l'église avant la grande guerre et du plan actuel met en lumière les nombreux changements opérés sur le bâtiment. À l'origine l'église était composée d'une nef sans bas-côtés, d'un transept pourvu d'un unique croisillon au nord. Le chœur datait du XIIe siècle ainsi que la croisée du transept, ces parties ont été assez bien conservées malgré les bombardements de la grande guerre. Les voûtes de la nef dataient de 1631.
La cloche de l'église Saint-Médard a fait l'objet d'un classement au monument historique. Celle-ci d'une hauteur de 90 cm et d'un diamètre de 1,20 m pèse 1 066 kg. Elle comprend cinq ornements (appelés cartouches) : les armes royales, la crucifixion, une Vierge à l'enfant, sainte Barbe et saint Eloi. La cloche reçut le nom de Charité, elle a été coulée en bronze en 1583, la cloche a été bénie la même année par Charles de Roussy évêques de Soissons.

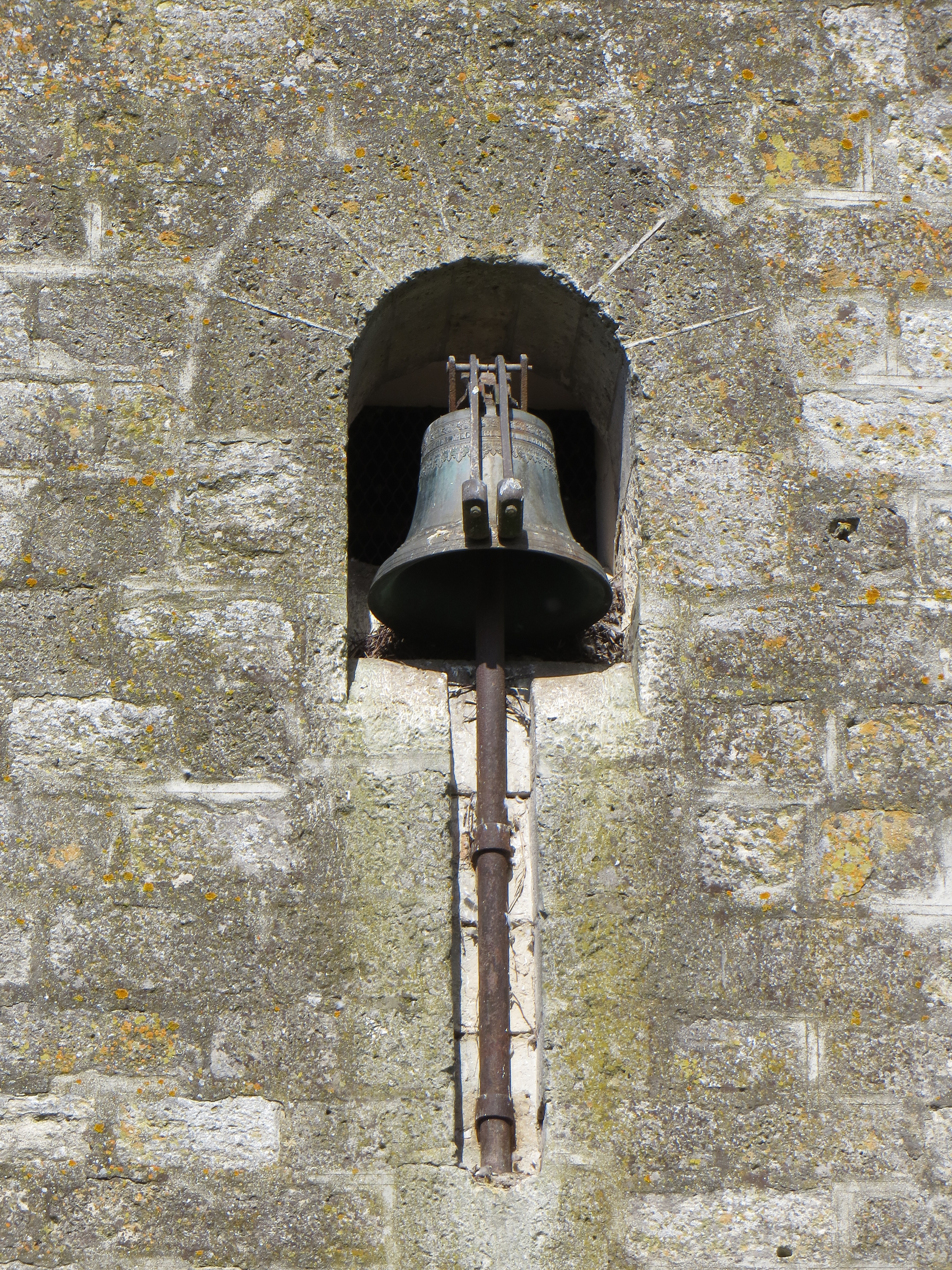
Cloche de l'église Saint-Médard, placée sur le mur - cloche de l'église sonnant la demie : alt=fichier sonore

On peut y lire les inscriptions suivantes :
1re ligne :
Croix très forte sur piédestal, Mc CHARLES DE ROUCY ESUESQUE DE SOISSONS MESSIRE NICOLAS DE LION Sr DESPAULX DAME IVACINE DE PICELEU DAME DESPAULX CONTESSE DOIRIERE DE VIGNORY MESSIRE L DE
2e ligne :
Croix, FLEURIGNY DAME G DE LENONCOURT SA FEME HENRY DE QUINQUANPOIS CONTE DE VIGNORY AAGE DE CINQ ANS R DE FONTAINE ESCUIER DAEL A DE LIMER R DU VERIOLET.
3e ligne :
Croix très forte sur piédestal, A DE MONOY SA FEME IOS DU VERIOLET ESCUIER Mr A POIGNANT LIEUTn DU ROY Me V. POIGNANT PRr DU ROY M. GAULTIER CAPte DE NULLY Mme C MONTUELLE ESLEU Me I RACINE ARGENTIER.
4e ligne :
En minuscule gothique de plus grande taille à la suite d'une crucifixion avec la Vierge et saint Jean.

## Localisation
L'église est située sur la commune de Dammard, dans le département de l'Aisne.